# Bengough
Bengough es un pueblo canadiense situado en la provincia de Saskatchewan.

## Superficie
Bengough tiene una superficie de 1,12 km².

## Demografía
En 2021, tenía 332 habitantes, una densidad poblacional de 295,7 hab./km², y 207 viviendas.